# Thunbergia lamellata
Thunbergia lamellata là một loài thực vật có hoa trong họ Ô rô. Loài này được Hiern miêu tả khoa học đầu tiên năm 1900.